# Signalプロトコル
Signalプロトコル（旧称: TextSecureプロトコル）は、エンドツーエンド暗号化されたメッセージの送受信を可能にする暗号プロトコルである。Double RatchetアルゴリズムとExtended Triple Diffie-Hellman（X3DH）鍵合意プロトコルから成り、Curve25519、AES-256、HMAC-SHA256をプリミティブとして使用する。

## 採用例
- WhatsApp[4][5][6] - 標準で全ての通信にSignalプロトコルを使用
- Google メッセージ[7] - 一部機能でSignalプロトコルを使用
- Facebook Messenger[8] - 一部機能でSignalプロトコルを適用
- Skype[9][10] - 一部機能でSignalプロトコルを使用